# Klara (Freiburg)

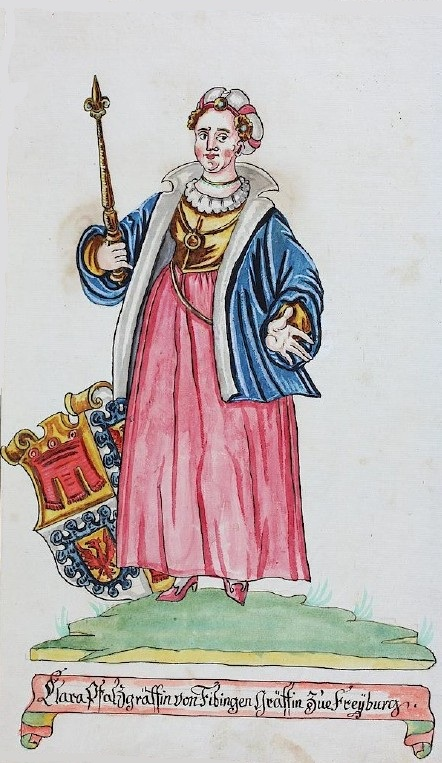
Clara von Freiburg und Pfalzgräfin von Tübingen

Klara, auch Clara (* 1321 in Freiburg im Breisgau; † 1368) war Gräfin von Freiburg, Tochter von Friedrich und Anna von Hachberg.

## Leben
Nach dem Tode Friedrichs am 9. November 1356 nahm die Stadt am 29. Dezember seine Tochter Klara als Herrin von Freiburg an nach dem Zusatz zur alten Verfassungsurkunde, „daß, wenn ein Herr zu Freiburg stirbt und keinen Sohn hinterläßt, die Bürger die älteste Tochter zur Frau (Herrin) nehmen sollen“. Bereits am 28. November hatte Bischof Johann von Straßburg im Namen und Auftrag Karls IV. dem Halbbruder ihres Vaters, Egino, die Reichslehen übertragen und ihn in Eid und Pflicht genommen. Gegen die Entscheidung der Stadt zu Gunsten Klaras legte Egino Einspruch beim kaiserlichen Hofgericht ein. Bei einer ersten Vorladung verwies die Stadt auf ihre Freiheit vor einem auswärtigen Gericht und Eginos Klage wurde zurückgewiesen. Nach erneuten Einwänden Eginos bezüglich des Erbrechts setzte das Hofgericht ihn jedoch 1358 als Erben ein, und die Stadt Freiburg kam wegen ihres Widerstandes in die Acht.
„Clara, von dem Kaiser verlassen, von den vielen Schirmern Egens gedrängt, wählte nun den friedlichen Weg der Abtretung der Herrschaft durch Verkauf an Egen; was am 9. Juni 1358 geschah. Egen erhält die Herrschaft redlichen Kaufs mit Vesten, Leuten, Gütern und allen Rechten um 3820 Mark Silber – wovon die Stadt 1320 M. bezahlt.“ Da ihr Onkel die Summe nicht bezahlen konnte, verblieb Klara zunächst die Nutzung der Herrschaft Lichteneck (Burg Lichteneck, Hecklingen und Forchheim), die dann 1368 nach dem Verzicht Eginos auf eine Einlösung des Pfands gänzlich Klaras Eigentum wurde. Kurz nach der Vereinbarung vom Juni 1358 forderte Klara die Stadt Freiburg auf ihrem Onkel zu huldigen. Am 20. Juni 1358 erfolgte die Huldigung und im Gegenzug die Bestätigung der Rechte der Stadt durch Egino.

## Ehe und Nachkommen
Clara war mit Gottfried II. (nach anderer Zählung Gottfried III.), Pfalzgraf von Tübingen († 1369), verheiratet.
Ihr Sohn Konrad I. von Tübingen–Lichteneck, genannt der Schärer (1371–1414), war mit Verena Malterer verheiratet.